# Ризов, Дмитрий Гилелович
Дмитрий Гилелович Ризов (род. 31 октября 1938, Ленинград) — советский, российский, пермский писатель

 и журналист.

## Биография
Родился 31 октября 1938 года в Ленинграде. Детство провёл в Оренбургской области, в г. Бугуруслане, куда его семья убыла в эвакуацию во время Великой Отечественной войны. После окончания Бугурусланского нефтеразведочного техникума работал на нефтяных месторождениях Пермской области. Проявив себя как рабочий корреспондент, в 1965 году был приглашён на работу в Пермскую областную газету «Молодая гвардия».
С 1968 года начинает печататься в сборниках и журналах.
С 1990 года является членом Союза писателей России.
По мнению известного писателя Алексея Иванова: «Дмитрий Гилелович — человек большого таланта и большой гражданской позиции. Человек, который не сдал ни одну из своих позиций. Жаль, что сегодня редко слышен его голос в общественной жизни. А ведь это голос порядочности, достоинства и честности».

## Основные публикации
- Земля, которую я люблю: — 1968.
- Крапивные острова: — 1987.
- Ловцы, 1988 год, Пермское книжное издательство, ISBN 5-7625-0168-X[3]
- Речка, 1988 год, Пермское книжное издательство[4]
- Невесь. — Пермь: Принт, 1998. — 86 с.: ил.
- Рёбра России: сборник философских эссе. — Пермь: «Реал», 2001. — 112 с.
- Я ухожу : дискретная проза. — Пермь, 2004. — 288 с.

## Основные публикации о Ризове
- Писатели Пермской области: биобиблиогр. спр. / сост. В. А. Богомолов. — Пермь: Книга, 1996. — 186 с.: портр., — Из содерж.: Ризов Дмитрий Гилелович. С. 127—128[5].
- Родное Прикамье : хрестоматия по литературному краеведению / Авт.-сост.: Д. А. Красноперов, Н. Н. Гашева. — Пермь: Кн. мир, 2001. — 431 с. — Из содерж.: Литература второй половины ХХ в.: Дмитрий Гилелович Ризов. С. 179—186[6].